# Cutt's Grant
Cutt's Grant es un municipio ubicado en el condado de Coös en el estado estadounidense de Nuevo Hampshire. En el año 2010 tenía una población de 0 habitantes y una densidad poblacional de 0 personas por km².

## Geografía
Cutt's Grant se encuentra ubicado en las coordenadas 44°12′19″N 71°20′9″O / 44.20528, -71.33583. Según la Oficina del Censo de los Estados Unidos, el municipio tiene una superficie total de 29.62 km², de la cual 29,62 km² corresponden a tierra firme y (0 %) 0 km² es agua.

## Demografía
Según el censo de 2010, había 0 personas residiendo en Cutt's Grant. La densidad de población era de 0 hab./km². De los 0 habitantes, Cutt's Grant estaba compuesto por el 0 % blancos. Del total de la población el 0 % eran hispanos o latinos de cualquier raza.